# Trogloneta canariensis
Espèce
Trogloneta canariensis est une espèce d'araignées aranéomorphes de la famille des Mysmenidae.

## Distribution
Cette espèce est endémique des îles Canaries en Espagne. Elle se rencontre sur El Hierro, La Palma, La Gomera, Tenerife et la Grande Canarie.

## Étymologie
Son nom d'espèce, composé de canari[as] et du suffixe latin -ensis, « qui vit dans, qui habite », lui a été donné en référence au lieu de sa découverte, les îles Canaries.

## Publication originale
- Wunderlich, 1987 : Die Spinnen der Kanarischen Inseln und Madeiras: Adaptive Radiation, Biogeographie, Revisionen und Neubeschreibungen. Triops Verlag, Langen, p. 1-435.